# All-Flash
All-Flash, initialement publié sous le nom de All-Flash Quarterly, est une série de comics publiée par All-American Publications et plus tard National Periodicals (DC Comics) mettant en vedette le super-héros Jay Garrick, le Flash original. La série est la première série longue en solo dédiée à Flash, qui est également apparu dans les anthologies Flash Comics, All Star Comics et Comic Cavalcade. Elle a duré 32 numéros, de 1941 à 1947 et a été initialement publiée trimestriellement avant de passer à un rythme bimensuel à partir du numéro 6. Chaque numéro contenait régulièrement plusieurs histoires mettant en vedette le Flash, ainsi que des petits récits mineurs comme Hop Harrigan, Butch McLobster, The Super Mobster et Fat and Slat du dessinateur Ed Wheelan et, dans les numéros ultérieurs, Ton-O-Fun par le co-créateur de Flash, Harry Lampert. 

## Histoire éditoriale

### Première série
La série débute avec une date de couverture à l'été 1941. Comme le titre Flash Comics était déjà utilisé, un autre nom était nécessaire pour la série. Il a donc été décidé qu'un concours devait être organisé dans lequel les lecteurs étaient encouragés à soumettre leurs propres idées pour le titre de la nouvelle série. Un prix de vingt-cinq dollars en espèces était offert aux quatre meilleurs noms soumis, avec 10 $ promis au gagnant de la 1re place du concours. Les 500 premiers ont reçu un exemplaire gratuit de All-Star Comics n°5. Une publicité pour le concours est apparue dans les pages de All-Star Comics n°4 indiquant « The Flash gagne et devient le prochain trimestriel comme Superman et Batman ! Garçons et filles ! Voici un message de Gardner F. Fox et d'E. E. Hibbard, l'auteur et l'artiste de votre longue série préférée, le Flash ! ». 
Le gagnant du concours a été annoncé dans les pages de All-Star Comics n°5, avec une annonce présentant la couverture du premier numéro de All-Flash. 
Le co-créateur de Flash, Gardner Fox a écrit la majeure partie de la série, scénarisant l'histoire principale des 24 premiers numéros. À partir du numéro 25, les récits principaux du Flash sont scénarisés par les écrivains Robert Kanigher et John Broome. Les dessins sont réalisés par une foule d'artistes, comme E. E. Hibbard, Harry Tschida, Lou Ferstadt, Martin Naydel, Lee Elias et Carmine Infantino. 
La série a marqué la première fois où les écrivains Robert Kanigher et John Broome, et l'artiste Carmine Infantino ont travaillé sur le personnage de Flash. Kanigher, Broome et Infantino aideront plus tard à créer le Flash de l'âge d'argent, ainsi que son acolyte Kid Flash qui deviendra à son tour la troisième incarnation du personnage. 
All-Flash a mis fin à sa diffusion en 1947 avec le numéro 32. 

### One-shot de 2007
Le titre revient en 2007 sous la forme d'un one-shot de l'écrivain Mark Waid et des artistes Karl Kerschl, Manuel Garcia, Joe Bennett et Daniel Acuña, avec une couverture de Josh Middleton et une couverture variante de Bill Sienkiewicz. Le one-shot a servi d'introduction à Flash vol. 2 n°231. 

## Numéros notables
| Numéro | Note                                                      | Titre de l'histoire                             | Scénariste      | Artiste           | Date de publication          |
| ------ | --------------------------------------------------------- | ----------------------------------------------- | --------------- | ----------------- | ---------------------------- |
| n°5    | Première apparition de Winky, Blinky, and Noddy (en)      | Case of the "Patsy Colt"!                       | Gardner Fox     | E. E. Hibbard     | Été 1942                     |
| n°12   | Première apparition du Thinker                            | Tumble Inn to Trouble                           | Gardner Fox     | E. E. Hibbard     | Automne 1943                 |
| n°21   | Première apparition de Turtle (en)                        | The Fastest Man Alive vs. the Slowest Man Alive | Gardner Fox     | Martin Naydel     | Hiver 1945                   |
| n°22   | Première histoire de Flash écrite par John Broome         | The City of Shifting Sand                       | John Broome     | Martin Naydel     | Avril-mai 1946               |
| n°24   | Première histoire de Flash écrite par Robert Kanigher     | Appointment with Destiny                        | Robert Kanigher | Martin Naydel     | Août-septembre 1946          |
| n°31   | Première histoire de Flash dessinée par Carmine Infantino | The Secret City                                 | Robert Kanigher | Carmine Infantino | Octobre-novembre 1947        |
| n°32   | Première apparition de Star Sapphire (en) et Fiddler (en) | The Amazing Star Sapphire! Duet of Danger       | Robert Kanigher | Lee Elias         | Décembre 1947 - janvier 1948 |